# Peter Ludwig Hertel
Pour les articles homonymes, voir Hertel.
Peter Ludwig Hertel (né le 21 avril 1817 à Berlin et mort dans la même ville le 13 juin 1899) est un compositeur et arrangeur allemand du XIXe siècle, spécialisé dans la musique de ballet au théâtre de la cour (Hofoper) de Berlin, plus particulièrement des ouvrages chorégraphiques de Paul Taglioni. 
Son œuvre la plus connue est sans aucun doute sa version de La Fille mal gardée, ballet en 2 actes et 4 tableaux, créé en 1864, d'après l'œuvre de Jean Dauberval.

## Principales œuvres
- Satanella oder Metamorphosen, composé avec Cesare Pugni ballet fantastique en 3 actes et 4 tableaux, Berlin, 28 avril 1852
- Die lustigen Musquetiere, ballet comique en 3 actes Berlin, 25 novembre 1852
- Ballanda, oder Der Raub der Proserpina, ballet en 4 actes et 9 tableaux, Berlin, 24 mars 1855
- Morgano, ballet fantastique en 3 actes, Berlin, 25 mai 1857
- Schlesisches Divertissement, Bauernhochzeit, Berlin, 6 février 1858
- Die Abenteuer von Flick und Flock (Komisches Zauberballet in 3 Akten und 6 Bildern), Berlin, 20. September 1858[1]
- Ellinor oder Träumen und Erwachen (Phantastisches Ballet in 3 Akten und 6 Bildern, Berlin 19. Februar 1861
- Electra oder die Sterne (Phantastisches Ballet in 3 Akten und 7 Bildern, Berlin 15. November 1862
- La Fille mal gardée (Pantomimisches komisches Ballet in 2 Abteilungen und 4 Bildern UA der Neufassung Berlin, 1864.
- Sardanapal (Großes historisches Ballet in 4 Akten und 7 Bildern, UA: Berlin, 24. April 1865
- Don Parasol (Phantastisches Ballet in 3 Akten und 5 Bildern, Berlin, 8. Januar 1868
- Fantasca (Großes Zauberballet in 4 Akten und 1 Vorspiel UA: Berlin, 30. März 1869
- Militaria (Ballet in 4 Bildern und szenischem Prolog); Berlin, 27. April 1872
- Madeleine (Pantomimisches Ballet in 4 Akten und 9 Bildern; Berlin, 13. März 1876
- Lamea, die Favoritin desRajah, composé avec Léo Delibes, Divertissement, Berlin, 12 novembre 1877
- Ein glückliches Ereigins, ballet-divertissement in 2 actes et 3 tableaux, Berlin, 25 août 1878
- Niederländische Bilder, ballet-divertissement en 2 scène, Berlin, 31 mai 1882